# Орешень-Вале
Орешень-Вале, Орешені-Вале (рум. Orășeni-Vale) — село у повіті Ботошані в Румунії. Входить до складу комуни Куртешть.
Село розташоване на відстані 361 км на північ від Бухареста, 9 км на південь від Ботошань, 89 км на північний захід від Ясс.

## Населення
За даними перепису населення 2002 року у селі проживала 731 особа. Усі жителі села рідною мовою назвали румунську.
Національний склад населення села:
| Національність | Кількість осіб | Відсоток |
| -------------- | -------------- | -------- |
| румуни         | 725            | 99,2%    |
| цигани         | 6              | 0,8%     |